# Isla Piedrabuena
La isla Piedrabuena (según Argentina) o isla Eta (según Chile) es una isla de 2,8 kilómetros de largo, que se encuentra inmediatamente al norte de la isla Sobral (u Omega), en el archipiélago Melchior, archipiélago Palmer, en la Antártida.
Es de relieve regular y de altura moderada (100 metros). Su punta del extremo noroeste se caracteriza por una mancha formada por afloramientos de piedra sobre la nieve, que tiene semejanza a una calavera.

## Historia y toponimia
Esta isla, la más grande en la parte noreste del archipiélago Melchior, es parte de lo que se llamó Isla Melchior por la Tercera Expedición Antártica Francesa, entre 1903-1905, al mando de Jean-Baptiste Charcot. El nombre fue aplicado al archipiélago. El actual, derivado de eta, la séptima letra del alfabeto griego, fue colocado provisoriamente en la campaña antártica argentina de 1941-1942.
En la actual toponimia antártica argentina, debe su nombre al comandante Luis Piedrabuena, marino patriota argentino cuyas acciones en la Patagonia oriental, archipiélago de Tierra del Fuego y la península Antártica, consolidaron la soberanía territorial de su país. La isla fue inspeccionada por expediciones argentinas en los años 1940.

## Reclamaciones territoriales
Argentina incluye a la isla en el departamento Antártida Argentina dentro de la provincia de Tierra del Fuego, Antártida e Islas del Atlántico Sur; para Chile integra la comuna Antártica de la provincia Antártica Chilena dentro de la Región de Magallanes y de la Antártica Chilena; y para el Reino Unido integra el Territorio Antártico Británico. Las tres reclamaciones están sujetas a las disposiciones y restricciones de soberanía del Tratado Antártico.
Nomenclatura de los países reclamantes: 
- Argentina: isla Piedrabuena[6][7]
- Chile: isla Eta[3]
- Reino Unido: Eta Island[4]